# Szászvár
Szászvár (németül: Saswar) nagyközség Baranya vármegyében, a Komlói járásban.

## Fekvése
A község Baranya vármegye északkeleti részén, Baranya és Tolna vármegye határának közvetlen szomszédságában fekszik. Földrajzilag a Baranyai-hegyhát része a Mecsek keleti lábánál, a Völgységi-patak mellett.
Központján a Bonyhád-Kaposszekcső közti 6534-es út húzódik végig, amibe itt torkollik bele a Pécs-Hirdtől Magyaregregyen át idáig húzódó 6541-es út.
A hazai vasútvonalak közül a MÁV 50-es számú Dombóvár–Bátaszék-vasútvonala érinti a települést, melynek Szászvár megállóhelye a település északi szélén, Máza-Szászvár vasútállomás pedig a keleti szomszéd település, Máza közigazgatási területén helyezkedik el.

## Története
A település környéke már a kőkorszakban is lakott volt, de első írásos említésével csak a 13. század első felében keletkezett oklevelekben találkozunk. A községről a középkori dokumentumokban először Zaas, Zaz vagy Zaass (1334-es pápai tizedjegyzék) alakban írva olvashatunk, majd egy 1393-ban keletkezett oklevél már Szászt mint a pécsi püspöki birtok egyik hűbéres faluját, illetve annak plébánosát „Mihály szászi plébánost” említi. Egy 1401-ből származó oklevélből tudjuk, hogy Szász falu vásáros hely volt, s e jelentőségét az egész középkor folyamán megtartotta.

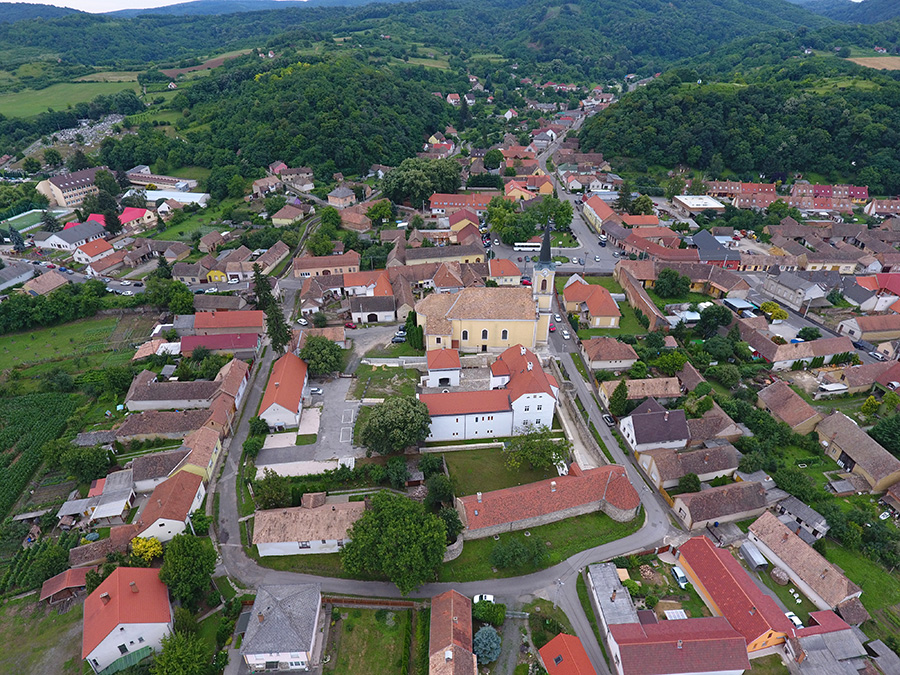
Szászvár légi fotón

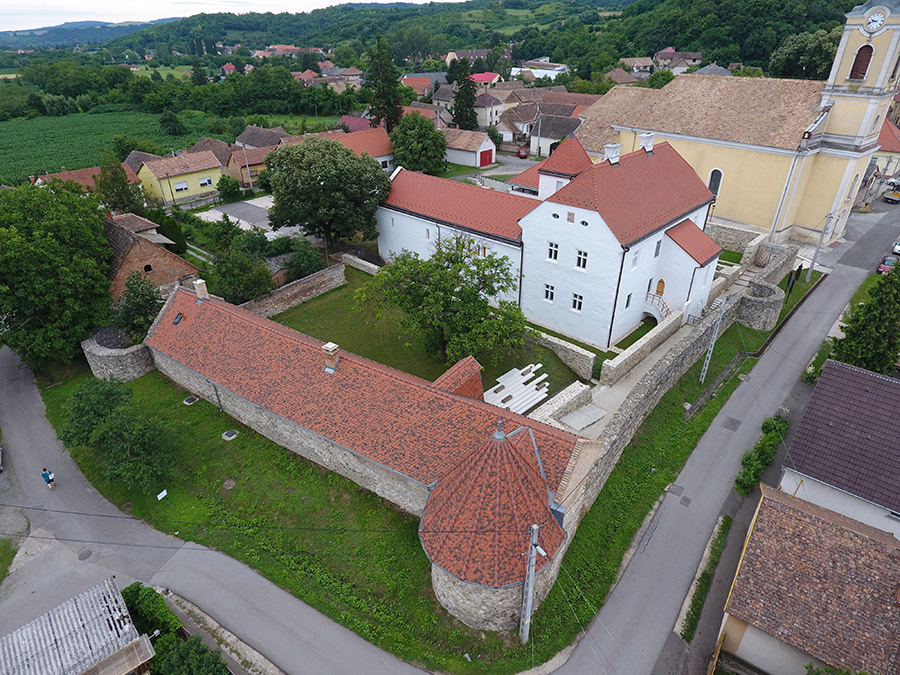
Szászvár légi felvételen

Szászvár várát – amely a mai település központjában állott – Brancioni Bertalan pécsi püspök (1219-1252) építtette 1235 körül. A vár a török terjeszkedés idején jutott fontosabb szerephez. 1540-ben Izabella királyné parancsára Athinai Simon elfoglalja Szászt, amely így rövid időre a királyné tulajdona lett. 1543. július 13-án Szulejmán szultán kezére került Pécs, s ugyanezen a napon adta meg magát Szász is Ahmed ruméliai bejler-bejnek. A település jelentőségét, stratégiai fontosságát jelzi, hogy a törökök közigazgatási központtá, nahije székhellyé tették. Az 1554-es defter összeírása szerint ekkor 188 község tartozott hozzá, s ez a dokumentum a helységet mint Szász "város"-t említi, ahol 37 adózó ház volt. A vár elfoglalását követően a megszállók jelentős létszámú katonaságot hagytak itt: Ali cselebi defterdár 1545. évi deftere szerint Szászon 142 török katona állomásozott, akiknek zsoldja összesen 3059 akcse volt. A török uralom másfél évszázada alatt több ízben támadás érte a várat, a harcok célja minden esetben az volt, hogy az ellenségtől visszafoglalják a települést. 1603-ban keresztény csapatok törtek be a várba és felgyújtották azt. 1662-ben kiskomáromi gyalogosok érkeztek a városba, s a tűz újra fellángolt.
Az 1664-es Zrínyi-féle hadjárat során a magyar katonák egy része elfoglalta a települést, s ismét felgyújtották a várat. 1680 körül keresztény csapatok felrobbantották az erődítményt, de arra vonatkozóan nincs adatunk, hogy azt a török katonák elhagyták volna. Végül 1686-ban Szász és annak vára a császári csapatok birtokába került.
A harcok során a település elpusztult, egy 1696-os dokumentum már csak faluként említi.
A vár visszafoglalás utáni sorsáról keveset tudunk, valószínű, hogy még hosszú évtizedeken keresztül romokban állt. 1776-ban Klimó György pécsi püspök rendelte el a lakatlan, romos épület újjáépítését, de az csak 1821-ben Király püspök idején készült el teljesen.
A vár maradványait megőrző plébániaház épületének kutatása, a vár elpusztult részeit feltáró ásatás – dr. Sándor Mária és dr. Gerő Győző régészek irányításával – 1980-ban kezdődött. 2016 nyarára a várat teljesen felújították és megnyitották a turisták előtt.
Szászváron a középkorban apátság is működött, ennek történetéről el kell mondani, hogy a Mázán levő Koroncó dűlőn állott évszázadokig a bencés szerzetesek monostora. Ők telepedtek át a 14. század végén, vagy a 15. század elején a nagyobb védelmet nyújtó Szászvárra. Ott templomot is építettek. A szászvári apát címet több évszázadon át adományozták, megkapta például Martinovics Ignác is, akit jakobinus nézetei miatt 1795. május 20-án a Vérmezőn kivégeztek.
Napjainkban a szászváriak túlnyomó többsége római katolikus vallású. Szászvár késő barokk stílusú plébániatemplomát 1772-1779 között, a 15. századból való apátsági templom helyére építették, kapuzatán középkori részletek láthatók. A templom tornya eredetileg 1827-ből való, 1890-ben azonban süllyedés miatt lebontották, mai formáját 1892-ben kapta. Hajója négy boltszakaszos, szentélye félköríves. A freskókat és festményeket Boros Ferenc, a szekszárdi származású festőművész készítette 1846-ban, részben pedig Éber Sándor alkotásai. Berendezése, az oltár, a szószék, az orgona a 19. század első felében készültek klasszicista stílusban.
Szászvárhoz 1975-ben hozzá csatolták Máza községet, létrehozván Mázaszászvár települését. Szászvár 1991-ben vált ismét önálló településsé.

## Közélete

### Polgármesterei
- 1991–1994:
- 1994–1998: Püski Mátyás (független)[5]
- 1998–2002: Bék János Sándor (független)[6]
- 2002–2006: Bék János (független)[7]
- 2006–2010: Bék János Sándor (független)[8]
- 2010–2014: Bék János Sándor (független)[9]
- 2014–2019: Dunai Péter (független)[10]
- 2019–2024: Vidák Krisztina (független)[11]
- 2024– : Vidák Krisztina (független)[1]

## Népesség
A település népességének változása:
| Lakosok száma | 2407 | 2382 | 2328 | 2225 | 2237 | 2231 | 2170 | 2158 |
|               | 2013 | 2014 | 2015 | 2019 | 2021 | 2022 | 2023 | 2024 |

2001-ben lakosságának 2,1%-a német, 1,2%-a cigány nemzetiségű volt.
A 2011-es népszámlálás során a lakosok 84,5%-a magyarnak, 2,6% cigánynak, 7,6% németnek mondta magát (15,3% nem nyilatkozott; a kettős identitások miatt a végösszeg nagyobb lehet 100%-nál). A vallási megoszlás a következő volt: római katolikus 44,5%, református 1,9%, evangélikus 2,4%, görögkatolikus 0,1%, felekezeten kívüli 26,4% (24,3% nem nyilatkozott).
2022-ben a lakosság 91,1%-a vallotta magát magyarnak, 7,9% németnek, 1,9% cigánynak, 0,4% románnak, 0,1-0,1% horvátnak és ruszinnak, 1,2% egyéb, nem hazai nemzetiségűnek (8,8% nem nyilatkozott; a kettős identitások miatt a végösszeg nagyobb lehet 100%-nál). Vallásuk szerint 29,9% volt római katolikus, 1,8% evangélikus, 1% református, 0,1% görög katolikus, 0,1% ortodox, 1,1% egyéb keresztény, 1% egyéb katolikus, 24,3% felekezeten kívüli (40,4% nem válaszolt).

## Oktatás
2010-ben a helyi általános iskolába 285 tanuló járt.

## Nevezetességei
Szászvár középkori várán kívül kőszénbányászatáról is híres, évtizedeken keresztül bányásztelepülésként emlegették. Sajnos az Északi Bányaüzemet 1995-ben bezárták, de emlékét ma is őrzi a község Bányászati Múzeuma.

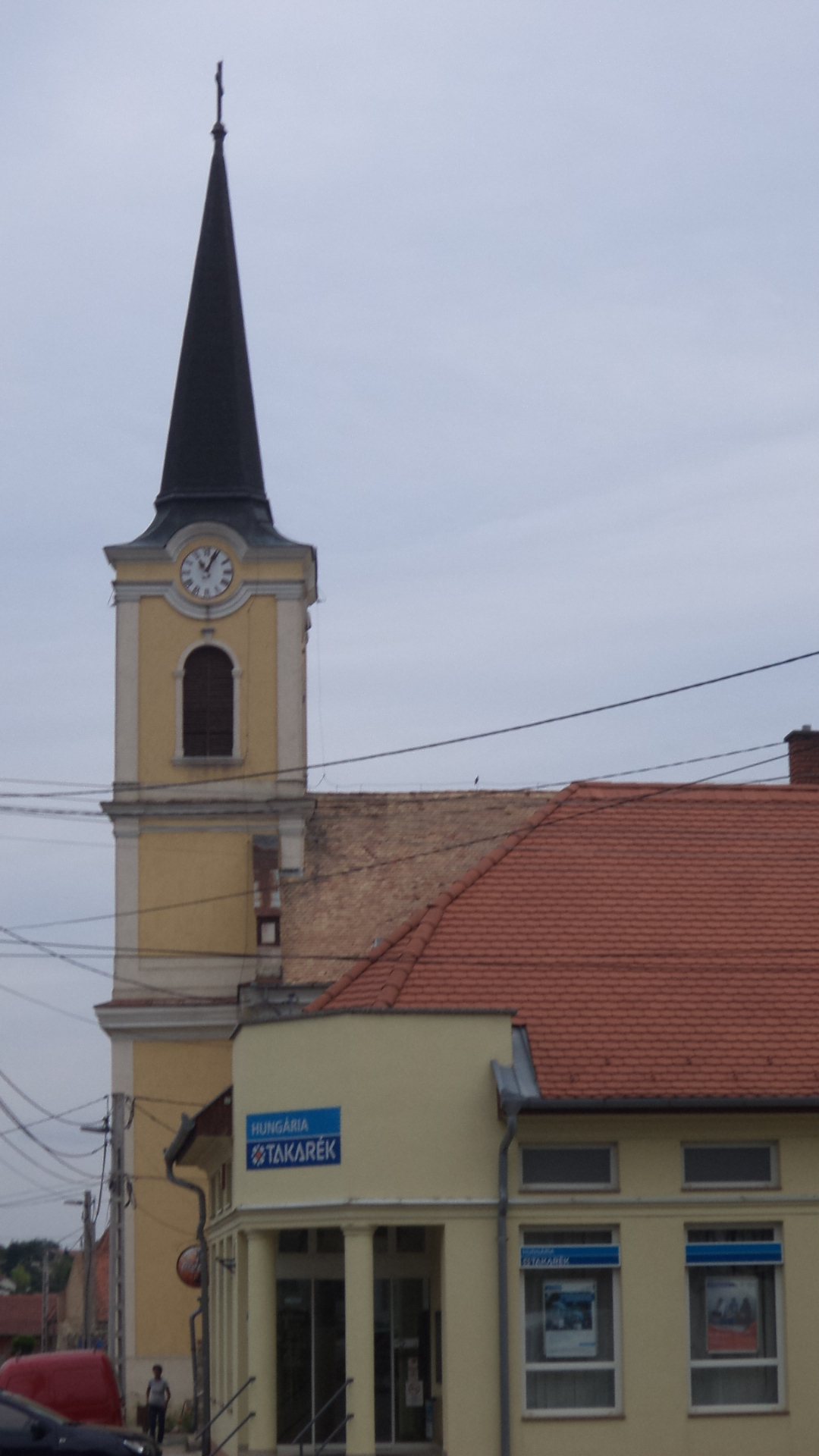
Szászvári Nagyboldogasszony-templom

A szénbányászat első nyomát Szászváron 1811-ben találjuk meg, de a termelés a század közepéig nem volt jelentős. Az első tőkeerős társulás a szén kitermelésére a 19. század végén alakult Esztergom-Szászvári Kőszénbánya Rt. néven. A megalakulással megugrik a termelés, mert villamosítják az üzemet, az egykori malomtulajdonos Grósz Ábris jóvoltából a gépi szellőztetésre térnek át. A második világháború idején hadiüzemmé nyilvánítják, s bevezetik a mélyművelést. A termelés 1946 után lendült fel igazán. Szászváron az 1960. évi népszámláláskor a népesség 57,1%-a kizárólag a bányából élt, amelyből igen magas kalóriájú kohókoksz előállítására is alkalmas jura kori feketekőszenet hoztak a felszínre igen fáradságos, jobbára kézi erővel végzett munkával. Az 1960-as évek elején a Szászvár környéki lencsés szénelőfordulások elfogytak. Ezért 1965-ben a nagymányoki, 1966-ban a többi bányában is megszűnt a munka, a termelést csak Szászváron folytatták. A kutatások újabb gazdag szénréteget tártak fel, de hiába. 1992-ben az állam kivonult az itteni bányászatból. Magán bányatársaság alakult, s ezzel egy időben 600 ember munkahelye szűnt meg. Néhány év után ez a vállalkozás is felbomlott.
Az 1960-as évekig kőbánya és mészégető is működött a környéken.

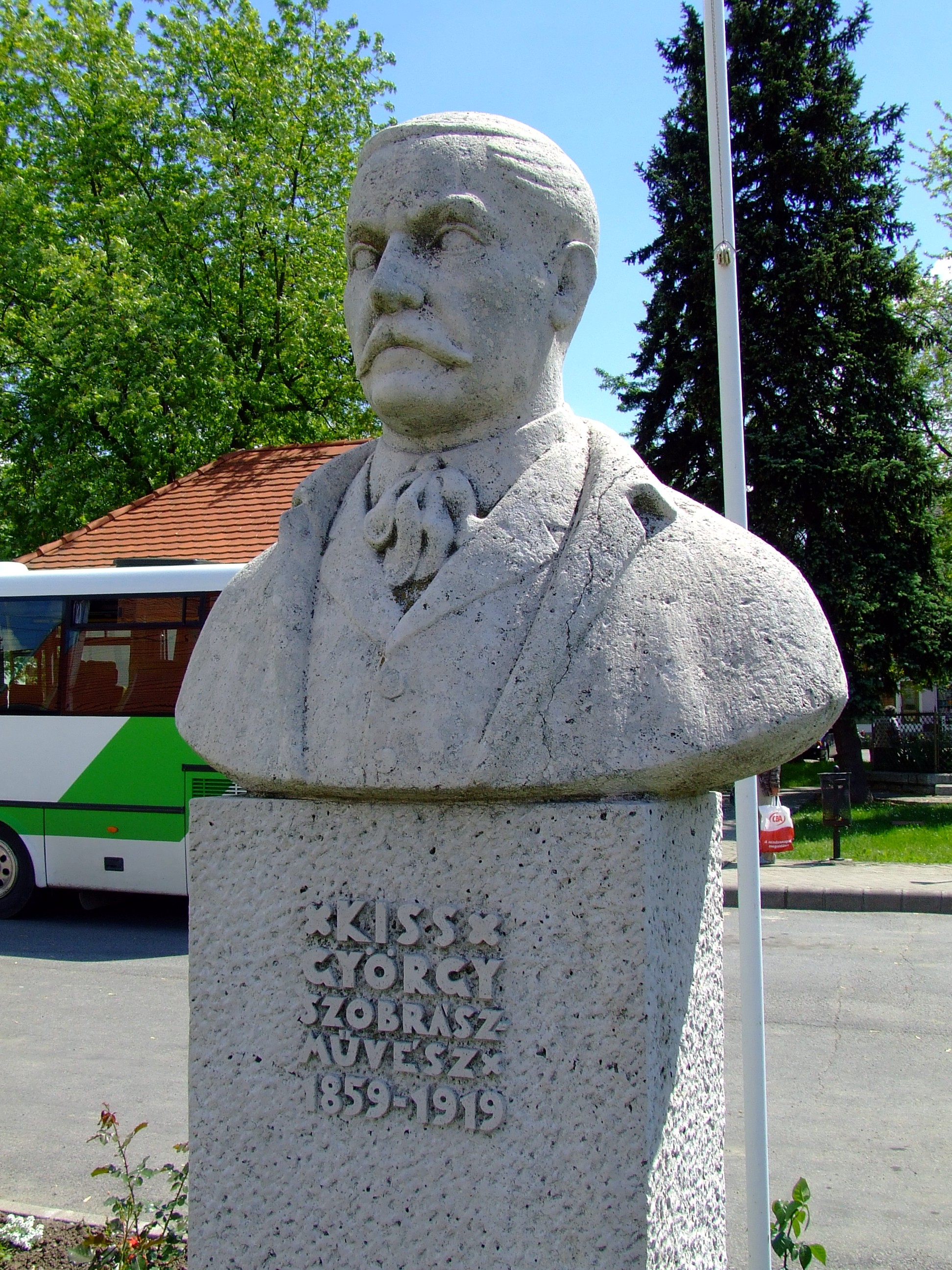
Kiss György emlékszobra Szászváron

2001-ben készült el, a községi régi bikaistállójából a Borház. A Borházban állandó kiállításon mutatjuk be a település és környéke szőlőtermelésének és borkultúrájának eszközeit, írásos dokumentumait. Az épület a helyi Szőlő és Bortermelők Baráti Köre Egyesület székhelye is. Helyreállítása 2002. októberében készült el, teljesen felújított és korszerűsített medencék, öltözők, parkosított terület, büfé épülettel a Strandfürdő.
A Bányász parkban kopjafa, a Temetőben pedig emlékmű őrzi a bányaszerencsétlenségben elhunytak emlékét. A Császtai Hősi Emlékmű az első világháborúban hősi halált haltakról emlékezik meg. Az egykori temetőben évszázados síremlékek őrzik az itt élt emberek emlékét.

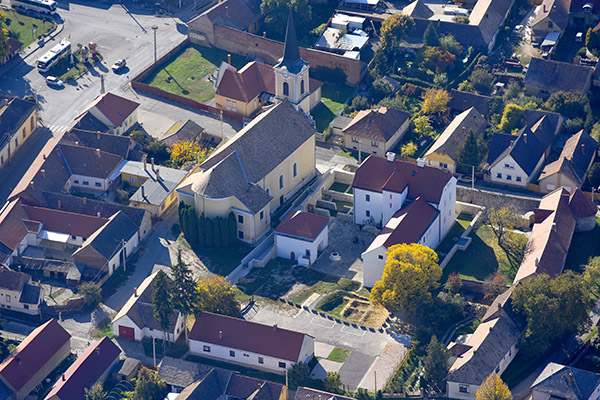
Szászvár vára, légi fotó
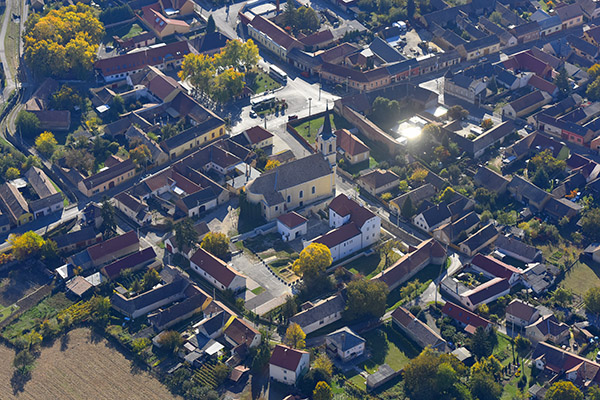
Szászvári vár látképe madártávlatból
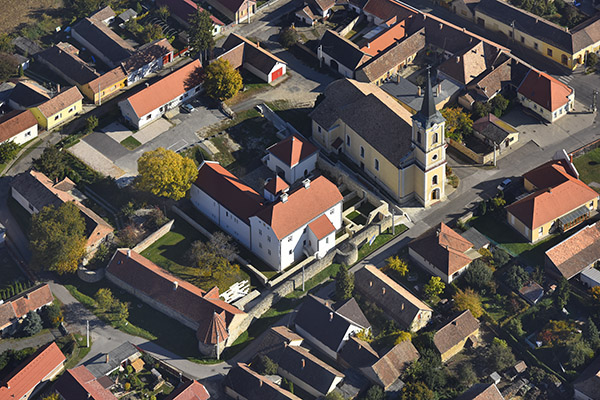
A megújult szászvári vár, légi felvétel
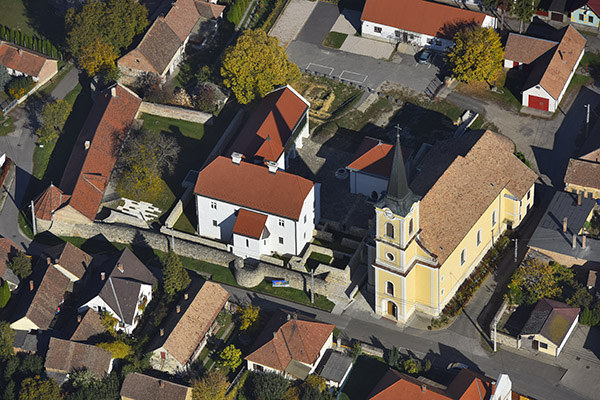
A renovált szászvári vár fényképe a levegőből
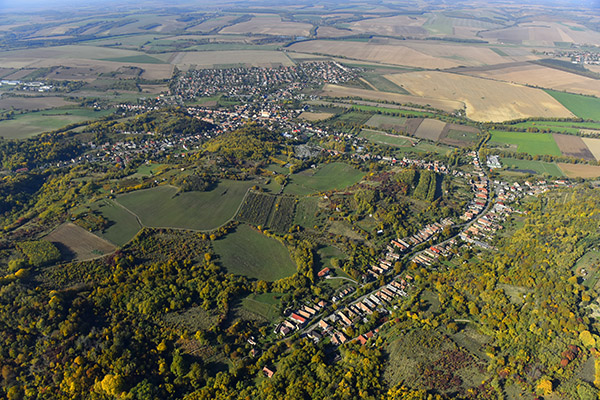
Szászvár látképe a magasból
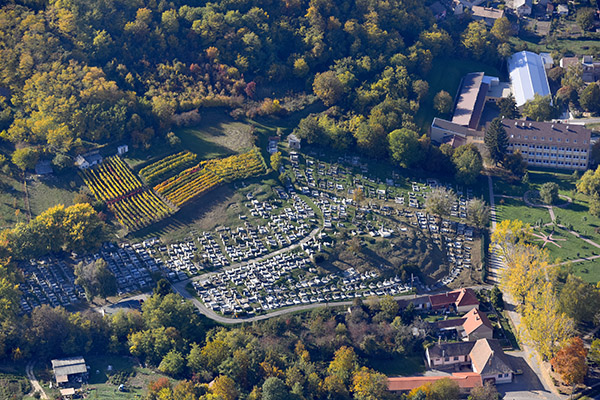
Szászvári temető légi felvételen
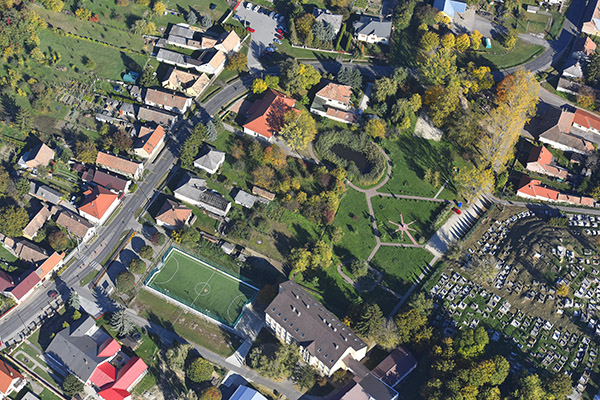
Művelődési központ, Szászvár
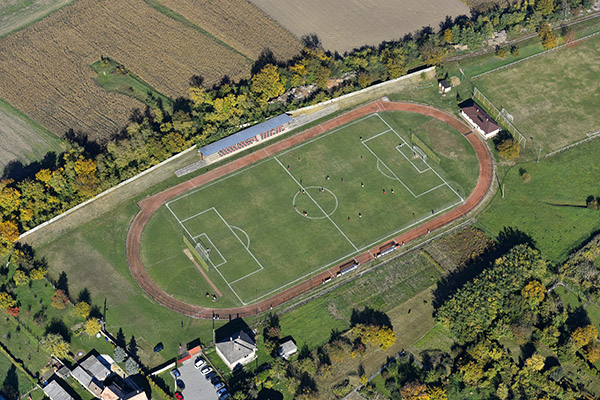
Szászvári futballpálya, a magasból

## Neves szülöttei
A község híres szülötte Kiss György szobrászművész (1852-1919), aki Zala György, Fadrusz János és Strobl Alajos kortársa volt. A művész szobrai Szászváron kívül megtalálhatók Pécsett, Szombathelyen, Esztergomban és Budapesten is. Életéről és alkotásairól könyv és CD lemez is megjelent.
Szoboszlay Kornél bányamérnők, egyetemi tanár